# Herman Meyboom
Herman Meyboom, (Soerabaja, 23 augustus 1889 - onbekend) was een Belgisch waterpolospeler en zwemmer.
Herman Meyboom nam als waterpoloër tweemaal deel aan de Olympische Spelen; in 1908 en 1912. In 1908 won hij een zilveren medaille, in 1912 brons.
Verder nam Meyboom in 1908 en 1912 ook deel aan het onderdeel 100 meter vrije slag, maar viel beide keren af in de eerste ronde. Hij werd ook driemaal Belgisch kampioen op de 100 m vrije slag en eenmaal op de 200 m vrije slag.

## Belgische kampioenschappen
Langebaan
| Onderdeel        | Jaar             |
| ---------------- | ---------------- |
| 100 m vrije slag | 1908, 1909, 1913 |
| 200 m vrije slag | 1908             |

Victor Boin · 
Herman Donners · 
Fernand Feyaerts · 
Oscar Grégoire · 
Herman Meyboom · 
Albert Michant · 
Joseph Pletincx
Victor Boin · 
Félicien Courbet · 
Herman Donners · 
Albert Durant · 
Oscar Grégoire · 
Jean Hoffman · 
Herman Meyboom · 
Pierre Nijs · 
Joseph Pletincx